# Larry Sykes
Larry Anthony Sykes (nacido el 11 de abril de 1973 en Toledo, Ohio) es un exjugador de baloncesto estadounidense que jugó un partido en la NBA, desarrollando el resto de su carrera en la CBA, en la LEB Oro española, en Argentina y en China. Con 2,07 metros de estatura, lo hacía en la posición de ala-pívot.

## Trayectoria deportiva

### Universidad
Jugó durante cuatro temporadas con los Musketeers de la Universidad de Xavier, en las que promedió 5,8 puntos, 5,2 rebotes y 1,0 asistencias por partido. En su última temporada fue el máximo reboteador de la Midwestern Collegiate Conference, con 10,8 rebotes por encuentro.

### Profesional
Tras no ser elegido en el Draft de la NBA de 1995, fichó por Denver Nuggets, quienes lo descartaron antes del comienzo de la temporada, firmando poco después por los Boston Celtics, con los que únicamente disputó dos minutos en un único partido, sin conseguir anotar.
Jugó posteriormente en los Rockford Lightning y los Fort Wayne Fury de la CBA, probando en la pretempotada de 1996 con Portland Trail Blazers, quienes finalmente desestimaron su incorporación al equipo.
En 1998 fichó por el CB Los Barrios de la Liga LEB española, con los que disputó 13 partidos, en los que promedió 12,8 puntos y 7,9 rebotes. Jugó además en Argentina y en China.

## Estadísticas de su carrera en la NBA

### Temporada regular
| Temporada | Edad | Equipo         | Liga | Pos. | P | TIT | MIN | TC  | TCA | %TC | 3P  | 3PA | %3P | 2P  | 2PA | %2P | TL  | TLA | %TL | R.OF. | R.DEF. | REB | ASIS | ROB | TAP | PER | FP  | PTS |
| 1995-96   | 22   | Boston Celtics | NBA  | PF   | 1 | 0   | 2.0 | 0.0 | 0.0 |     | 0.0 | 0.0 |     | 0.0 | 0.0 |     | 0.0 | 0.0 |     | 1.0   | 1.0    | 2.0 | 0.0  | 0.0 | 0.0 | 1.0 | 0.0 | 0.0 |
| Total     |      |                | NBA  |      | 1 | 0   | 2.0 | 0.0 | 0.0 |     | 0.0 | 0.0 |     | 0.0 | 0.0 |     | 0.0 | 0.0 |     | 1.0   | 1.0    | 2.0 | 0.0  | 0.0 | 0.0 | 1.0 | 0.0 | 0.0 |